# Acaenomolgus gottoi
Acaenomolgus gottoi is een eenoogkreeftjessoort uit de familie van de Sabelliphilidae. De wetenschappelijke naam van de soort is voor het eerst geldig gepubliceerd in 1995 door Stock.